# Alberto Vianelli
Pour les articles homonymes, voir Vianelli.
Alberto Vianelli, né le 5 juin 1841 à Cava de' Tirreni et mort en février 1927, est un peintre italien.

## Biographie
Alberto Vianelli est né le 5 juin 1841 à Cava de' Tirreni.
Élève de son père Achille Vianelli et Giacinto Gigante, Alberto Vianelli se rend à Paris pour suivre des cours avec Jules Lefebvre et Gustave Boulanger à l'École des Beaux-Arts. À partir de 1875, il s'installe définitivement à Paris et acquiert la citoyenneté française.
Alberto Vianelli est mort en février 1927.